# Schlotheimia poecilodictyon
Schlotheimia poecilodictyon là một loài rêu trong họ Orthotrichaceae. Loài này được P. de la Varde & Thér. mô tả khoa học đầu tiên năm 1940.